# Myślibórz (gmina)
Myślibórz – gmina miejsko-wiejska w południowo-zachodniej części województwa zachodniopomorskiego, w powiecie myśliborskim. Siedzibą gminy jest miasto Myślibórz.
Według danych z 31 grudnia 2016 r. gmina miała 20 251 mieszkańców. Natomiast według danych z 31 grudnia 2017 roku gminę zamieszkiwało 20 096 osób.
Według danych z 31 grudnia 2019 roku gminę zamieszkiwały 19 702 osoby.
Miejsce w województwie (na 114 gmin):

powierzchnia 15., ludność 15.

## Położenie
Gmina znajduje się w południowo-zachodniej części województwa zachodniopomorskiego, w środkowej części powiatu myśliborskiego.
Sąsiednie gminy:
- Barlinek, Dębno i Nowogródek Pomorski (powiat myśliborski)
- Banie i Trzcińsko-Zdrój (powiat gryfiński)
- Kozielice, Lipiany i Pyrzyce (powiat pyrzycki)

w województwie lubuskim:
- Lubiszyn (powiat gorzowski)

Do 31 grudnia 1998 r. wchodziła w skład województwa gorzowskiego.
Gmina stanowi 27,8% powierzchni powiatu.

## Historia
31 grudnia 1951 nazwę gromady Kolonia Myślibórz w gminie Myślibórz zmieniono na Mirawno, a nazwę gromady Kolonia Myśliborzyce tamże na Plutno.

## Demografia
Dane z 31 grudnia 2007:
| Opis                              | Ogółem | Ogółem | Kobiety | Kobiety | Mężczyźni | Mężczyźni |
| --------------------------------- | ------ | ------ | ------- | ------- | --------- | --------- |
| jednostka                         | osób   | %      | osób    | %       | osób      | %         |
| populacja                         | 20 768 | 100    | 10 648  | 51      | 10 120    | 49        |
| gęstość zaludnienia (mieszk./km²) | 63,2   | 63,2   | 32,4    | 32,4    | 30,8      | 30,8      |

Gminę zamieszkuje 30,9% ludności powiatu.

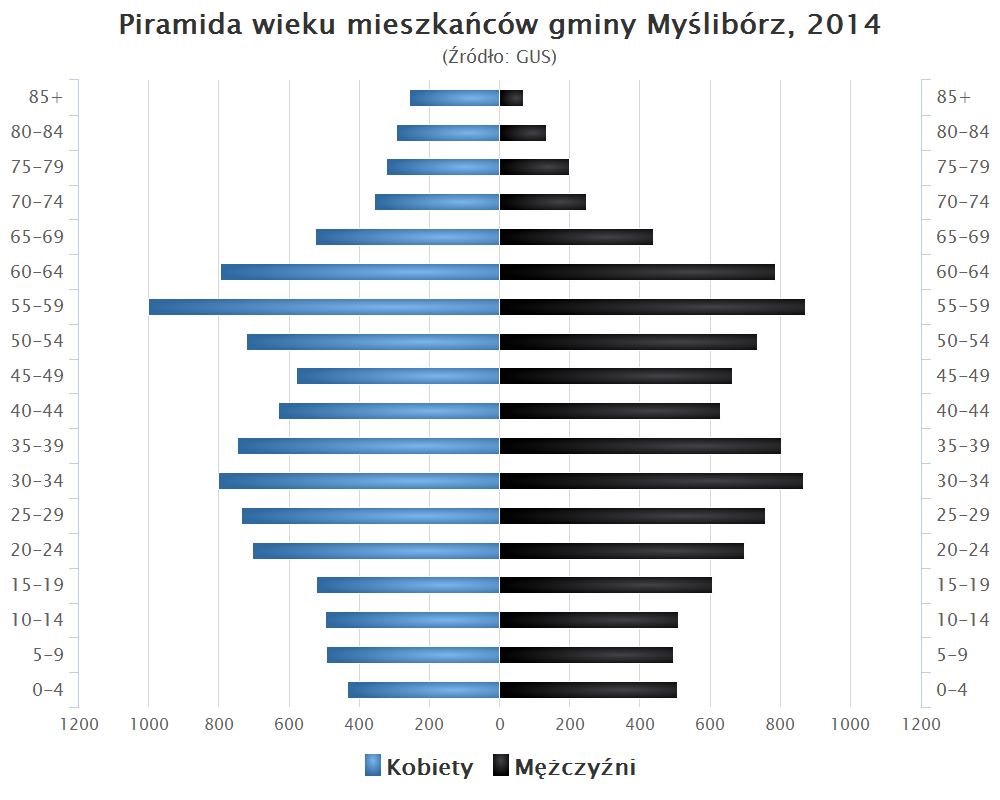
Piramida wieku mieszkańców gminy Myślibórz w 2014 roku

## Przyroda i turystyka
Gmina leży na Pojezierzu Myśliborskim. Na terenie gminy znajdują się 2 rezerwaty przyrody: Długogóry i Tchórzyno. Przez gminę przepływa rzeka Myśla dostępna dla kajaków od Jeziora Wądół (k. Lipian) do ujścia do Odry. Na jej drodze znajdują się 2 duże jeziora: Myśliborskie i Łubie. Tereny leśne zajmują 22% powierzchni gminy, a użytki rolne 62%.

## Komunikacja
Przez gminę Myślibórz prowadzą drogi krajowe: nr 3 łącząca wieś Renice z Lipianami (7 km) i przez Ławy (5 km) z Gorzowem Wielkopolskim (33 km), nr 23 łącząca Myślibórz z Dębnem (24 km) i nr 26 do Renic (6 km) oraz przez Golenice (6 km) i wieś Rów (13 km) do Trzcińska-Zdroju (20 km). Drogi wojewódzkie w gminie: nr 128 z Myśliborza do Ław (9 km) i przez Otanów (10 km) do Rowu (21 km) oraz nr 121 ze wsi Rów do Banii (15 km).
Myślibórz uzyskał połączenie kolejowe w 1882 r. po otwarciu linii z Kostrzyna nad Odrą przez Głazów do Pyrzyc. Rok później otwarto odcinek z Głazowa do Barlinka, a w 1898 r. do Choszczna, a w 1912 r. wybudowana została linia Myślibórz – Gorzów Wielkopolski. W 1991 r. zamknięto linie Myślibórz – Gorzów Wielkopolski i Choszczno – Głazów (odcinek Barlinek – Głazów został później rozebrany). W 1999 r. zlikwidowano ruch pasażerski na linii Myślibórz – Kostrzyn, a rok później Głazów – Pyrzyce.
W gminie czynne są 2 urzędy pocztowe: Myślibórz (nr 74-300) i Golenice (nr 74-312).

## Administracja i samorząd
W 2016 r. wykonane wydatki budżetu gminy Myślibórz wynosiły 73,1 mln zł, a dochody budżetu 74,4 mln zł. Zobowiązania samorządu (dług publiczny) według stanu na koniec 2016 r. wynosiły 17,2 mln zł, co stanowiło 23,1% poziomu dochodów.